# Пуласкі (Огайо)
Пуласкі (англ. Pulaski) — переписна місцевість (CDP) в США, в окрузі Вільямс штату Огайо. Населення — 121 особа (2020).

## Географія
Пуласкі розташоване за координатами 41°30′39″ пн. ш. 84°30′28″ зх. д. / 41.51083° пн. ш. 84.50778° зх. д. (41.510832, -84.507889).  За даними Бюро перепису населення США в 2010 році переписна місцевість мала площу 0,41 км², уся площа — суходіл.

## Демографія
Згідно з переписом 2010 року, у переписній місцевості мешкали 132 особи в 60 домогосподарствах у складі 36 родин. Густота населення становила 326 осіб/км².  Було 66 помешкань (163/км²).
Расовий склад населення:
| - 97,0 % — білих - 0,8 % — чорних або афроамериканців - 1,5 % — осіб інших рас |

До двох чи більше рас належало 0,8 %. Частка іспаномовних становила 6,1 % від усіх жителів.
За віковим діапазоном населення розподілялося таким чином: 18,2 % — особи молодші 18 років, 67,4 % — особи у віці 18—64 років, 14,4 % — особи у віці 65 років та старші. Медіана віку мешканця становила 48,7 року. На 100 осіб жіночої статі у переписній місцевості припадало 106,2 чоловіків;  на 100 жінок у віці від 18 років та старших — 96,4 чоловіків також старших 18 років.
Цивільне працевлаштоване населення становило 59 осіб. Основні галузі зайнятості: виробництво — 39,0 %, освіта, охорона здоров'я та соціальна допомога — 39,0 %, роздрібна торгівля — 22,0 %.